# Весман, Георг Иванович
Георг Иванович Весман (1828—1901) — академик архитектуры Императорской Академии художеств.

## Биография
Вольноприходящий учащийся Императорской Академии художеств (1849—1852). Получил медали Академии художеств: малая серебряная (1849), большая серебряная медаль (1851). Звание классного художника 3-й степени (1852).
Жил в Петербурге, Киеве (1869—1872).
Получил звание «назначенного в академики» (1856). Звание академика (1859).
Свято-Троицкий богадельный дом (в Ораниенбауме) (1860—1861).
Архитектор при строительном отделении Киевского губернского правления (1869—1871). Главный архитектор Бердичева и Киева (1871—1872).
Построил корпуса «старого пассажа» на Крещатике (1871); осуществил пристройку к дому купца Д. И. Горбунова (1872). В 1872 году Весман уволился со службы и возвратился в Петербург.
В середине 1870-х занимался частной практикой в Одессе.
В своих постройках Весман предпочитал неорусский стиль и неоренессанс.